# Jyske mesterskab 1935-36 (fodbold)
Det jyske mesterskab i fodbold 1935-36 var den 38. udgave af turneringen om det jyske mesterskab i fodbold for herrer organiseret af Jydsk Boldspil-Union. Vejen SF vandt turneringen for første gang nogensinde. AIA fra Aarhus spillede sig for første gang i finalen.
Turneringen var den sidste, hvor de bedste jyske klubber deltog i JBU’s Mesterskabsrække. Fra sæsonen 1936-37 deltog de jyske klubber, som var med i Danmarksturneringen, først, når slutspillet om det jyske mesterskab gik i gang, hvor de spillede mod vinderen af den jyske mesterskabsrække.
Som følge af ændringen i turneringsstrukturen deltog de fem klubber Vejen SF, AIA, Esbjerg fB, AGF og AaB ikke i JBUs Mesterskabsrække 1936-37. De fem pladser blev efter sæsonen 1935-36 udfyldt med fem oprykkere, mens nedrykning denne sæson blev suspenderet.

Det bedste hold i hver af de to kredse, som ikke i forvejen spillede i Danmarksturneringen, Vejen SF og AIA, kvalificerede sig til den landsdækkende 2. division. De efterfølgende tre bedstplacerede klubber, som ikke i forvejen spillede i Danmarksturneringen, Aalborg Freja, Fredericia BK og Horsens fS, kvalificerede sig til den nyoprettede 3. division. 

## JBUs Mesterskabsrække

### Nordkredsen
AaB og AGF deltog samtidig i Mesterskabsserien 1935-36. Holstebro BK og AIA deltog samtidig i Oprykningsserien 1935-36.
AIA vandt samtlige holdets sidste syv kampe.

| Pos | Hold              | K  | V  | U | T  | M+ | M- | MR    | P  | Kvalifikation eller nedrykning                  |
| --- | ----------------- | -- | -- | - | -- | -- | -- | ----- | -- | ----------------------------------------------- |
| 1   | AIA               | 14 | 10 | 1 | 3  | 45 | 23 | 1,957 | 21 | Kvalifikation til finale og 2. division 1936-37 |
| 2   | AaB               | 14 | 9  | 1 | 4  | 39 | 23 | 1,696 | 19 |                                                 |
| 3   | AGF (M)           | 14 | 6  | 4 | 4  | 37 | 23 | 1,609 | 16 |                                                 |
| 4   | Aalborg Freja     | 14 | 6  | 3 | 5  | 32 | 30 | 1,067 | 15 | Kvalifikation til 3. division Vest 1936-37      |
| 5   | Viborg FF         | 14 | 6  | 3 | 5  | 39 | 34 | 1,147 | 15 |                                                 |
| 6   | Randers Freja     | 14 | 4  | 3 | 7  | 23 | 33 | 0,697 | 11 |                                                 |
| 7   | Holstebro BK      | 14 | 5  | 1 | 8  | 25 | 37 | 0,676 | 11 |                                                 |
| 8   | Aalborg Chang (O) | 14 | 2  | 0 | 12 | 27 | 64 | 0,422 | 4  |                                                 |

Ingen nedrykning, idet AIA, AaB og AGF ikke deltog i JBUs Mesterskabsrække fra sæsonen 1936-37. Brønderslev IF, Skive IK og Hadsten GF rykkede op.

### Sydkredsen
Esbjerg fB deltog samtidig i Mesterskabsserien 1935-36 og Fredericia BK og Horsens fS i Oprykningsserien 1935-36..

Vejen SF vandt samtlige holdets sidste syv kampe og overhalede Esbjerg fB på sidste spilledag.

| Pos | Hold               | K  | V  | U | T  | M+ | M- | MR    | P  | Kvalifikation eller nedrykning                  |
| --- | ------------------ | -- | -- | - | -- | -- | -- | ----- | -- | ----------------------------------------------- |
| 1   | Vejen SF           | 14 | 9  | 4 | 1  | 42 | 25 | 1,680 | 22 | Kvalifikation til finale og 2. division 1936-37 |
| 2   | Esbjerg fB         | 14 | 10 | 2 | 2  | 46 | 23 | 2,000 | 22 |                                                 |
| 3   | Horsens fS         | 14 | 8  | 1 | 5  | 45 | 31 | 1,452 | 17 | Kvalifikation til 3. division Vest 1936-37      |
| 4   | Fredericia BK      | 14 | 6  | 2 | 6  | 22 | 24 | 0,917 | 14 | Kvalifikation til 3. division Vest 1936-37      |
| 5   | Vejle BK           | 14 | 5  | 2 | 7  | 37 | 29 | 1,276 | 12 |                                                 |
| 6   | Kolding B          | 14 | 5  | 1 | 8  | 26 | 43 | 0,605 | 11 |                                                 |
| 7   | AFC                | 14 | 2  | 5 | 7  | 29 | 39 | 0,744 | 9  |                                                 |
| 8   | Herning Fremad (O) | 14 | 2  | 1 | 11 | 18 | 51 | 0,353 | 5  |                                                 |

Ingen nedrykning, idet Vejen og Esbjerg ikke deltog i JBUs Mesterskabsrække fra sæsonen 1936-37. Haderslev FK og AGF II rykkede op.

## Finale
| 1. juni 1936 1. kamp |

| AIA              | 1 - 1   | Vejen SF         |
| ---------------- | ------- | ---------------- |
| Niels Borges 15' | (1 - 1) | Henry Kjær 27' · |

| Aarhus Stadion, Aarhus Tilskuere: 6.000 |

| 7. juni 1936 2. kamp |

| Vejen SF       | 1 - 1   | AIA                  |
| -------------- | ------- | -------------------- |
| Henry Kjær 44' | (1 - 1) | Arnold Laursen 12' · |

| Vejen Stadion, Vejen Tilskuere: 6.500 |

| 7. juni 1936 Omkamp |

| Vejen SF            | 2 - 1   | AIA                  |
| ------------------- | ------- | -------------------- |
| Henry Kjær 16', 51' | (1 - 0) | Arnold Laursen 60' · |

| Kolding Stadion, Kolding Tilskuere: 5.000 Dommer: Gunnar Hansen, Aalborg |

## Øvrige kilder
- Alstrup, Aksel (1950-1953). "JBU-mesterskabernes fordeling". Jysk Fodbold i Fortid og Nutid - Bind 1 & 2. Odense: Jydsk Boldspil-Union, Østergaards Forlag. s. 88-92.